# ブラトルボロ駅
ブラトルボロ駅（英語：Brattleboro station）はアメリカ合衆国バーモント州ブラトルボロ ヴァーノン・ストリート10にある駅。 全米各地を結ぶ旅客鉄道のアムトラックが乗り入れている。

## 概要
ブラントルボロはコネチカット川流域の丘陵地帯の中にあり、バーモント州南東部の主要都市である。ニューハンプシャー州はコネチカット川の対岸にあり、マサチューセッツ州との州境は南へ約16キロである。アムトラックの駅は19世紀から20世紀初頭の歴史的建造物が建ち並ぶコモンタウンまで続くメインストリートの南端にある。乗客用の待合室は、旧ブラトルボロユニオン駅の1階を占めている。他の2つのフロアには、博物館がある。町の多様な地形に対処するために、建築家は駅を高所に建てた。現在、博物館で使用されているメインエントランスは3階にあり、ヴァーノンストリートに面しているが、アムトラックの入り口は1階にあり、ブリッジストリート経由でアクセスしている。
軌道の西側に沿う崖のそばに駅の場所を選んだ。 75,000ドルをかけ1915年に完成したユニオンステーションは、手作りの工事を重視した素朴なランダムな瓦礫のデザインで築かれた珪石で建てられた。
駅は北側から南側にかけて、旅客用の建物、手荷物取扱所、貨物用建物から構成されている。

## 利用可能な鉄道路線／列車
アムトラックの停車する列車は下記の通り。
セントオールバンズとワシントン間の昼行長距離列車バーモンター号…1日1往復停車